# یونتوفورزیس

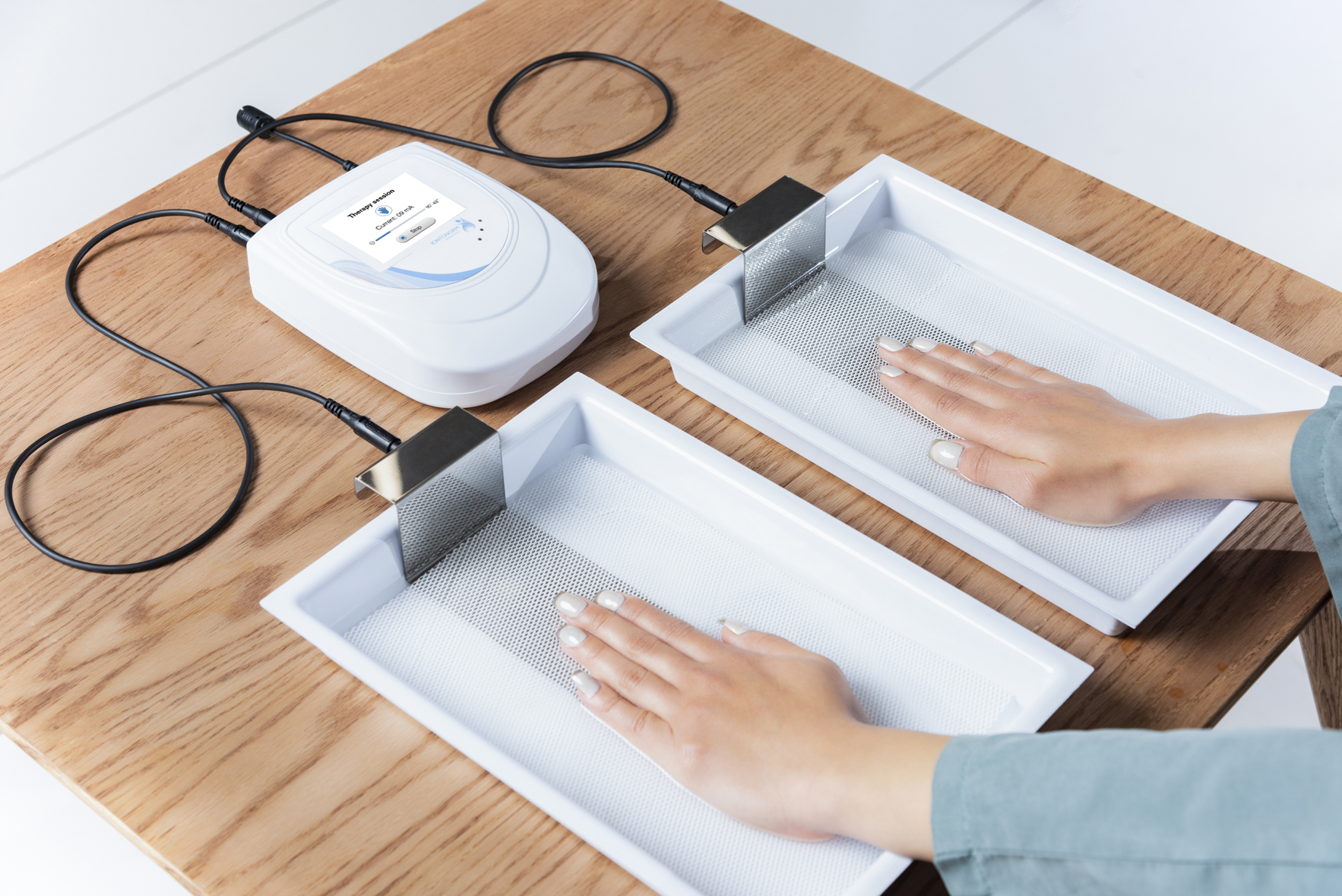
دستگاه یونتوفورزیس برای درمان تعریق بیش از حد

یونتوفورزیس یا یونتوفورز (به انگلیسی: Iontohoresis) یک تکنیک فیزیوتراپی است که برای مقاصد درمانی مستقل، دارورسانی و تشخیصی کاربرد دارد.

## نامگذاری
نام یونتوفورزیس از قسمت‌های زیر تشکیل شده‌است:
ion که اگرچه خود از ریشه یونانی ienai به معنای رفتن گرفته شده، ولی می‌توان آن را به معنای امروزی یون (ذره باردار) در نظر گرفت.
phore که از ریشه phorein به معنای حمل کردن گرفته شده.
sis- که پیشوندی یونانی به معنای عمل، فرایند و وضعیت است.
در مجموع، نامگذاری این تکنیک با توجه به سابقه پیدایش آن و دسته ای از کاربردهای آن که شامل انتقال دادن ذرات باردار بوده انجام شده‌است.

## کاربرد در درمان تعریق بیش از حد

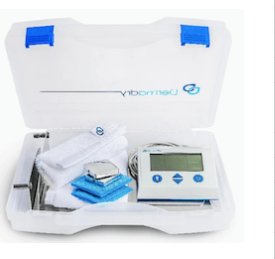
پکیج دستگاه یونتوفورزیس

یکی از کاربردهای مهم یونتوفورزیس، درمان تعریق بیش از حد است که به تأیید سازمان FDA رسیده‌است. یونتوفورزیس معمولاً به عنوان خط اول درمانی یا برای افرادی که پاسخ مناسبی از ضد تعریق‌ها نگرفته‌اند توصیه می‌شود. در این کاربرد، اثرات درمانی شگرف یونتوفورزیس و بدون عارضه بودن آن اثبات شده‌است. در درمان با روش یونتوفورزیس از آب معمولی استفاده می‌شود.

## کاربرد در دارورسانی
کاربرد دیگر یونتوفورزیس دارورسانی از طریق پوست است. به عبارتی می‌توان دارورسانی به این روش را مشابه تزریق، اما بدون استفاده از سوزن دانست. در این روش، یک ماده باردار توسط نیروی محرک دافعه الکتریکی (ایجاد شد ه توسط جریان الکتریکی کوچک دستگاه) از پوست وارد بدن می‌شود.